# Abdías (profeta)

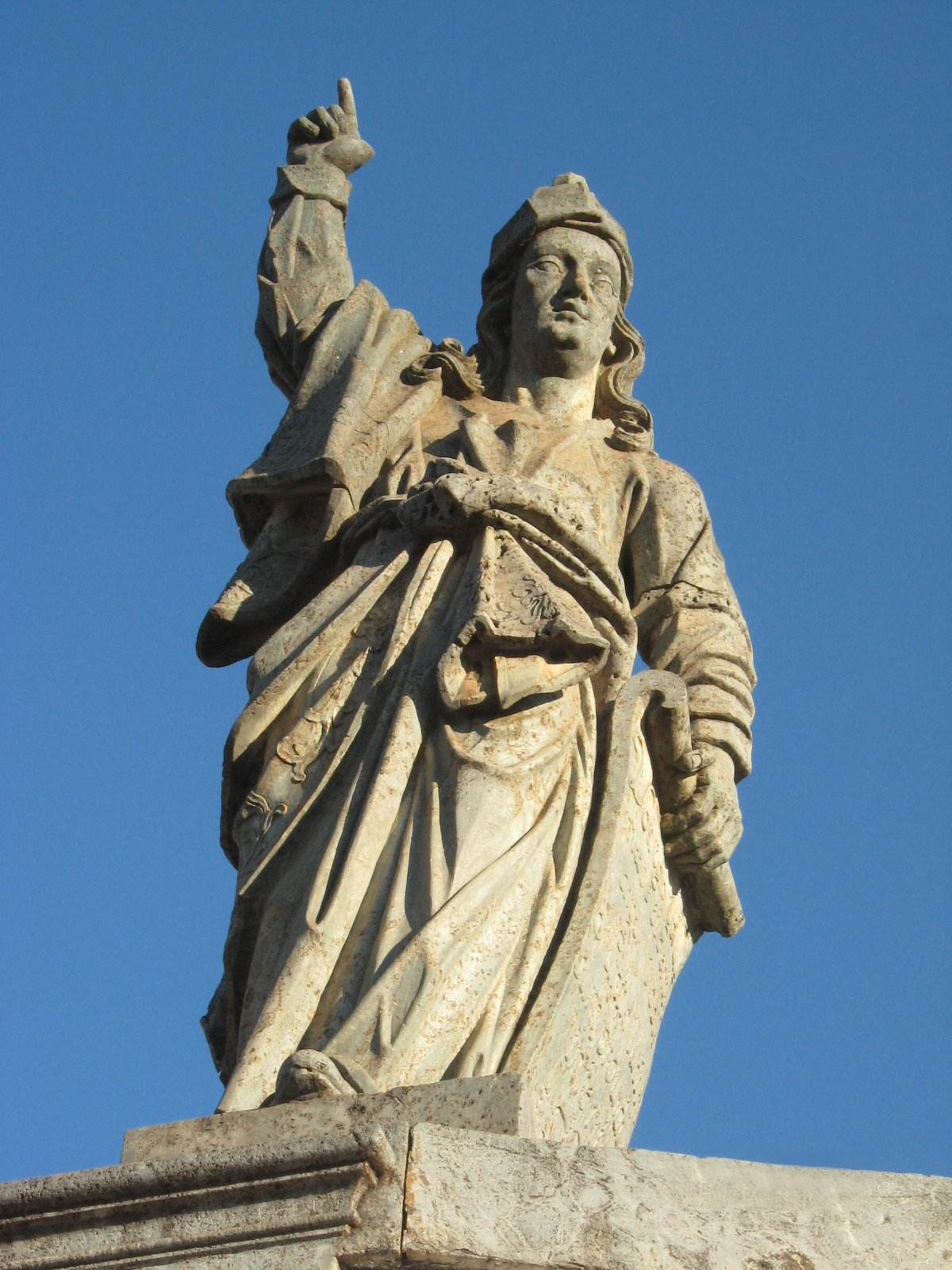
Profeta Abdías, por Aleijadinho, Congoñas, Minas Gerais, 1800-5.

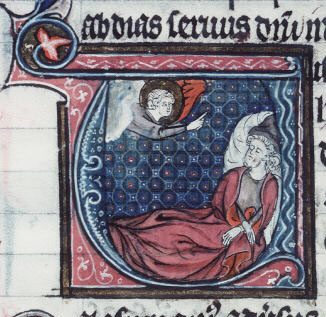
Dios se presenta a través del sueño a Abdías. Manuscrito francés, (Livre d'Abdias, Bourges, B.M., Ms. 7, f. 155v.).

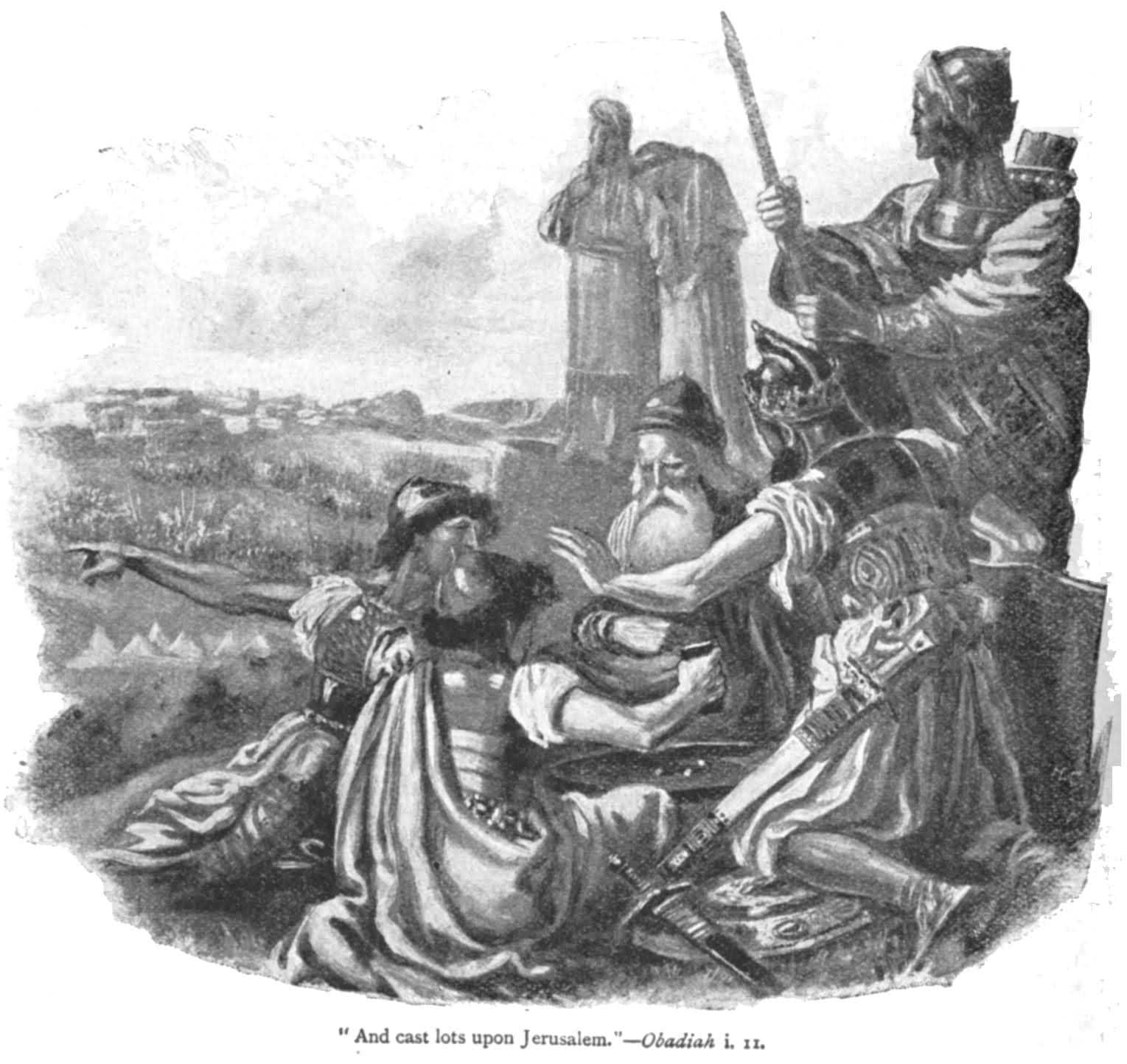
Ilustración del libro de Abdías.

Abdías (en hebreo: עֹבַדְיָה, ʿŌḇaḏyā), que significa "sirviente o servidor de Yahvé". En el Antiguo Testamento hay doce personas con este nombre, de las cuales el más importante es el profeta Abdías.

## Consideraciones generales
Abdías es el cuarto profeta menor y a quien se adjudica el más breve de los libros proféticos del Antiguo Testamento (contiene veintiún versículos). El título del libro es dedicado al nombre del autor. Sin embargo, recientemente algunos académicos consideran que debería ser reconocido como un apellido, debido a que comúnmente "sirviente de Yahvé" sería adjudicado sólo como apellido o sobrenombre, por otra parte, no se da ninguna otra distinción informativa acerca del escritor, quien es identificado como Abdías.
Es cierto que al carecer de información con autoridad, tanto judíos como cristianos han llegado a suplir libremente esa carencia en términos de autor, pero también queda la evidencia de que "no se conoce nada de Abdías, en términos de familia, período de vida, lugar de nacimiento, muerte y otras circunstancias que son desconocidas a nosotros" (Abbé Trochon, Les petits prophètes, 193). La única información identificable acerca del autor es que pertenecía al reino de Judá. 
La breve profecía de Abdías trata casi exclusivamente con el destino de Edom, tal y como es dado a conocer en las primeras palabras. Dios ha convocado a las naciones contra Edom, que confía en su reacción rápida y dura, contundente, pero es en vano. Los ladrones la destruirían completamente (1-6). Los aliados y amigos han dado la espalda (7) y la sabiduría que cree poseer le fallará (8,9). Los castigos vendrán por la conducta mostrada hacia Judá, será cuando los extraños echen suertes sobre Jerusalén (10-11). Los resultados surgen a raíz de la conducta indigna (12-14). El "día de Yahvé" está cerca sobre "todas las naciones", en que donde la ruina espera a Edom y la compartirá unida a la "casa de Jacob" y "la casa de José" (16-18). En cuanto a Israel, las fronteras se ampliarán en cada dirección; los "salvadores" aparecerán en el montaje de Sion para "juzgar" el montaje de Esaú, y la ley de Yahvé será establecida (19-20).

## Sobre las fechas de la profecía de Abdías
Además de la brevedad del libro de Abdías y de su carencia de título, tal y como normalmente se estila en el Antiguo Testamento, existen varias razones, tanto literarias como exegéticas, que previenen a académicos acerca de fijar una fecha de la composición de este texto. Entre ellos son varios (Keil, Orelli, Vigouroux, Trochon, Lesêtre, etc.) quienes asignan la composición en el reinado de Joram de Judá (siglo IX a. C.). Su mayor base para esta aserción, se deriva de la referencia que Abdías hace a la captura de Jerusalén (11-14), lo que se identifica con el saqueo de la Ciudad Santa realizado por filisteos y árabes bajo el reino de Joram (II Paralip., xxi, 16,17).
La única otra captura de Jerusalén durante la cual Abdías puede ser entendido (11-14) podría ser la ocurrida durante la vida del profeta Jeremías y que estuvo relacionada por el tiempo de Nabucodonosor II (588 a. C.-587 a. C.). Sin embargo, esta posibilidad se toma como descontada dado que la descripción de Jeremías sobre este evento (Jer., xlix, 7-22) es vista como dependiente de la descripción de Abdías (11-14) apareciendo esta última como un escrito antecedente o que ocurrió primero. Se descarta asimismo el silencio de Abdías respecto a la destrucción del Templo el cual fue llevado a cabo por Nabucodonosor, el cual, hasta donde se tiene entendido, no ocurrió en el tiempo del rey Joram. 
Un segundo argumento para cifrar en una fecha temprana esta profecía se deriva de la comparación de los textos de Amós y Joel. Las similitudes son estrechas y cuando se les examina cuidadosamente, se demuestra que Abdías fue anterior a ambos: Joel y Amos. De hecho, en Joel, ii, 32 (Heb., iii, 5) "como el Señor ha dicho" es la introducción a una cita tomada de Abdías (17). Por tanto se infiere que la profecía de Abdías se debió de haber originado entre el reino de Joram y el tiempo de Joel y Amos, es decir, aproximadamente en la mitad del siglo IX a. C. Esta deducción también se indica que es confirmada por la pureza del estilo de la profecía de Abdías. 
Otros académicos, entre ellos Meyrick, Jahn, Ackerman, Allioli, etc., se refieren a que este libro fue compuesto durante el tiempo del cautiverio en Babilonia, cerca de trescientos años después del Rey Joram. Estos autores sostienen que los términos en que se expresa Abdías (11-14) pueden muy bien ser entendidos como referentes a la captura de Jerusalén por parte de Nabucodonosor; este evento correspondería a lo que se dice de que el día "cuando extraños llevaron consigo el ejército cautivo (de Judá), y de que extranjeros entraron por sus puertas y destruyeron las fundaciones de Jerusalén", y también como el "día en que Judá sale de su país y ocurre la destrucción de los niños de Judá", "el día de su ruina", etc. También estos autores admiten que Abdías (20) hace una referencia implícita como uno de los cautivos en Babilonia.
Otros autores atribuyen al libro de Abdías una fecha posterior. Sostienen estos autores, al igual que los académicos anteriores, en que Abdías (11-14) se refiere a la captura de Jerusalén por parte de Nabucodonosor, pero advierten que (20), esto no prueba realmente que Abdías haya vivido durante el período babilónico del exilio. Insisten en señalar que un estudio detallado de Abdías (15-21) con sus rasgos apocalípticos (en referencia a que el Señor pone su mano sobre las naciones, para la restauración de Israel, y de la posición de mando que aguardaría a los judíos en el reino de Dios), relaciona necesariamente el texto de este profeta menor con otros trabajos literarios judíos [Joel, Daniel, Zacarías (ix-xiv)] lo cual, se considera, pertenece a una fecha mucho más tarde respecto al retorno de Babilonia.
Esas son las tres formas principales de opinión prevalecientes en la actualidad referente a la fecha de composición del libro de Abdías. Ninguna de ellas, no obstante, se encuentra en conflicto con la naturaleza profética sobre la posterior ruina de Edom y a los tiempos mesiánicos.
Algunos han señalado que Abdías fue mayordomo de Acab, pero no hay una certeza de ello, pues no se señala que sea el mismo que escribió el libro. Lo que es cierto es que ambos hombres eran temerosos de Dios; el mayordomo Abdías manifestó su fe en Jehová cuando escondió cien profetas hebreos dentro de una cueva y les daba de comer pan y agua.
| Predecesor: ? | Profeta de Israel | Sucesor: Sofonías (profeta) |